# Trigger Mortis
Trigger Mortis is een James Bond-boek geschreven door Anthony Horowitz in opdracht van de Ian Fleming Estate. Het werd uitgebracht op 8 september 2015.

## Verhaal

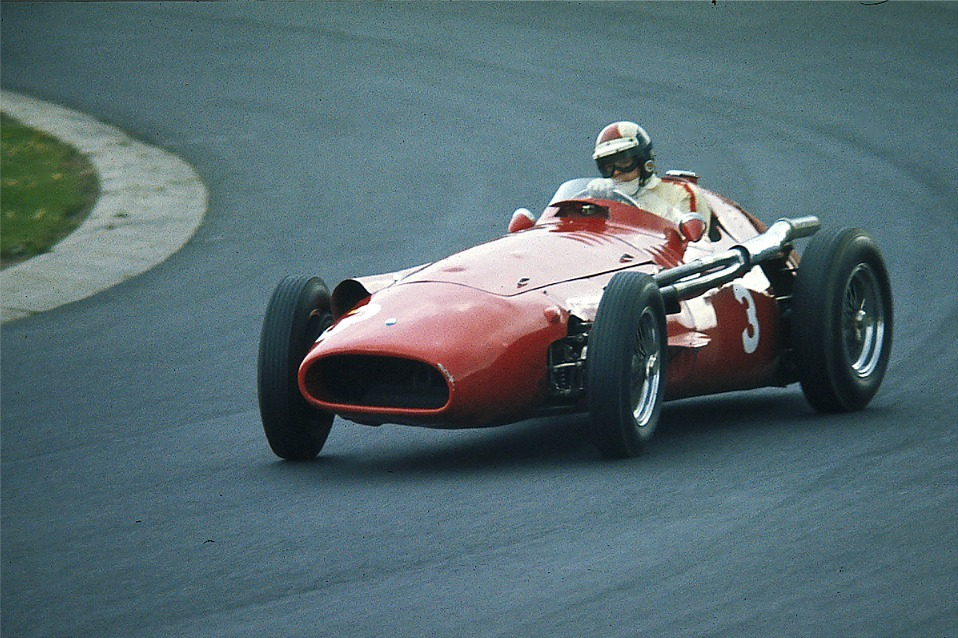
Een Maserati 250 F uit 1957 op de Nürburgring (in 1977)

De gebeurtenissen in het boek worden gesitueerd in 1957 in volle ruimtewedloop, met een aanvang twee weken na de gebeurtenissen van Goldfinger. In de roman krijgt de lezer de terugkeer van Bond-girl Pussy Galore, die haar debuut maakte in Goldfinger. De missie van Bond is een Britse autocoureur te beschermen op het Nürburgringcircuit. Hiervoor krijgt hij rijlessen van een ervaren vrouwelijke chauffeur, die Bond overtroeft in een Maserati 250 F. Pussy wordt vastgebonden, en beschilderd, wat eerder al iemand overkwam in Goldfinger, maar Bond kan haar nog net van de dood redden. Op de Nürburgring verslaat Bond vervolgens de dader van de aanslag op Pussy Galore in een manoeuvre op hoge snelheid waarna de ware missie wordt onthuld.